# Cacatoès de Goffin
 (février 2017).
Cacatua goffiniana
Espèce
Statut de conservation UICN

 NT A2cd+3cd+4cd; B1ab(iii) : Quasi menacé
Statut CITES
Le Cacatoès de Goffin (Cacatua goffiniana) est une espèce d'oiseaux de la famille des Cacatuidae.

## Systématique
L'espèce Cacatua goffiniana a été décrite en 2004 par Cees S. Roselaar (d) et J. Pieter Michels (d).

## Description
Le Cacatoès de Goffin est le plus petit de tous les cacatoès. Il mesure 30 à 32 cm de longueur. La femelle pèse en moyenne environ 250 g et le mâle 300 g. Son plumage est blanc avec les plumes de la face roses ou saumon et son bec est gris pâle. Les deux sexes sont similaires.
Comme tous les membres des Cacatuidae, le Cacatoès de Goffin possède une crête, ce qui signifie qu'il possède un groupe de plumes sur sa tête qu'il peut gonfler ou diminuer. Son corps est principalement recouvert de plumes blanches, avec des plumes de couleur rose saumon entre le bec et les yeux. Les plumes les plus profondes de la crête et du cou sont aussi couleur saumon, mais la coloration est ici masquée par la couleur blanche des plumes les plus superficielles. Les plumes du dessous des ailes et de la queue présentent une teinte jaunâtre. Les yeux vont de brun à noir chez l'adulte et sont gris foncé chez le jeune. Ce cacatoès est souvent confondu avec le Cacatoès corella (Cacatua sanguinea) en raison de leur apparence similaire.

## Répartition
Cette espèce est originaire des forêts des îles de la mer de Banda en Indonésie. Elle a été introduite à Porto Rico et à Singapour.

## Nidification
La femelle pond deux œufs. L'incubation dure 28 jours. Les jeunes demeurent 11 semaines au nid.

## Population et conservation
En raison de la perte de leur habitat en cours sur l'archipel des Tanimbar, de leur quantité limitée et de leur chasse illégale, les cacatoès de Goffin sont considérés comme quasi-menacés sur la Liste rouge de l'UICN des espèces menacées. L'espèce est inscrite à l'Annexe I de la CITES. Dans les années 1970, les bûcherons japonais ravagèrent les îles. Beaucoup d'oiseaux étourdis et désorientés ont été capturés pour le commerce. Bien que de nombreux animaux aient été perdus dans les contraintes d'expédition, on peut avoir une petite lueur d'espoir derrière cette catastrophe écologique, car de nombreux cacatoès de Goffin se sont reproduits en captivité. De sorte qu'il y a maintenant plus de cacatoès de Goffin en captivité que dans la nature (moins de 1 500 individus en 2003 sur Tanimbar et les îles voisines).

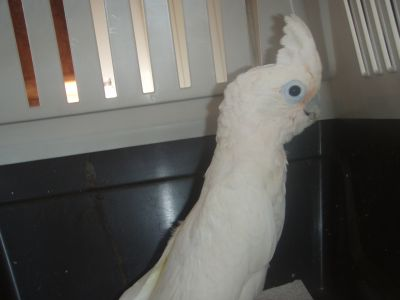
Cacatoes de Goffin, femelle de 2 mois et demi.

## Étymologie
Son épithète spécifique, goffiniana, ainsi que son nom vernaculaire, « de Goffin », lui ont été donnés en l'honneur de Andreas Leopold Goffin (1837-1863), un officier de la marine néerlandaise, et ce pour respecter l'intention d’Otto Finsch en 1863 de lui dédier cette espèce,.

## Publication originale
- (en) C. S. Roselaar et J. P. Michels, « Systematic notes on Asian birds. 48. Nomenclatural chaos untangled, resulting in the naming of the formally undescribed Cacatua species from the Tanimbar Islands, Indonesia (Psittaciformes: Cacatuidae) », Zoologische Verhandelingen, Leyde, Musée national d'histoire naturelle, vol. 350,‎ 2004, p. 183-196 (ISSN 0024-1652, lire en ligne).